# Tarkhan (família)
La família Tarkhan (també Terkhan) fou una de les famílies mes notables del regne timúrida durant el regnat de Xah Rukh. L'origen fou el fidel personal de Tamerlà, Ghiyath al-Din Tarkhan i el personatge mes destacat fou possiblement la reina Gawhar Shad. Si bé diversos amirs van portar el lakab o títol de tarkhan la majoria no han de ser relacionats amb la família (al ser un títol guanyat per molts guerrers que es transmetia als successors, nombrosos amirs el van portar sense estar emparentats entre ells). Dos germans de la reina, Ali Tarkhan i Hasan Sufi Tarkhan van arribar a ser governadors delegats del Khurasan (província mongola) en absència del sultà.
Els membres principals de la família a part de la reina eren els seus germans, sis en total, tots els quals foren militars destacats en diverses campanyes. Els sis germans eren Ali, Hasan Sufi, Husayn Sufi, Sayyid Ahmad, Muhammad Sufi i Hamza. Cap dels sis amirs va arribar a ser una alta figura de l'administració o de l'exèrcit però com a família formaven un poder considerable, sens dubte el poder familiar mes important del temps de Xah Rukh. Com veurem Xah Rukh va disposar d'un grup rellevant de servidors eficaços i fidels.
El 1407/1408 Sayyid Ahmad va rebre un soyurgal a Andkhud que sembla que va restar dins la família. Devia gaudir d'un alt estatus perquè va poder enviar un cavall a l'emperador de la Xina que li va agrair especialment.
Tots esls germans van tenir diverses funcions i tasques en les campanyes de Transoxiana entre 1409 i 1411 (Said o Sayyid Tarkhan va aportar guerrers des d'Ankhud):
1) Hasan Sufi enviat a Khujand el 1409 per cercar a Khalil Sultan
2) Ali amb 100 qushuns seguint a l'avanatguarda de l'exèrcit
3) Muhammad Sufi a l'exèrcit principal amb altres grans emirs
4) Husayn Sufi enviat a protegir Qumis i Mazandaran durant l'absència de Xah Rukh (desembre 1410-gener 1411)
5) Hamza va ser enviat a Sawran (Sabran) per Shah Malik amb motiu de la segona rebel·lió de Shaykh Nur al-Din
En les expedicions de Xah Rukh contra els problemàtics fills d'Umar Shaykh a Fars i Esfahan, els fills de Ghiyath al-Din van tornar a destacar, alguns en tasques que requereixen una confiança particular. Així Hasan Sufi fou enviat a ajudar el governador de Sawah atacat per Iskandar. Quan fou ocupada Siraz per submissió voluntaria dels seus habitants, Muhammad Sufi i altres foren enviats des d'Esfahan allí per recollir als fills d'Iskandar que havien estat fets presoners i portarlos al campament. Un amir anomenat Sayyid Ali Tarkhan va morir a Siraz el 1414, però la seva relació amb la família no s'ha pogut establir definitivament.
La campanya de Kirman de Xah Rukh de 1416 per destruir el governador insubordinat Sultan Uways incloïa Hasan i Husayn Sufi.
Dos d'ells foren amirs diwan (segons el Muqizz al-ansab) segurament un després de l'altra: Ali (que ho era abans de 1417) i Hasan Sufi (que ho fou de 1417 a 1424).
El 1417–18 s'esmenta a Muhammad Sufi fent campanyes a la regió de Kandahar: va ser un dels amirs enviats a pacificar Badakhxan el mateix any.
Hasan Sufi es esmentat com a tavachi o tovachi i cap d'un tumen en el centre de l'exèrcit de Xah Rukh.
Van servir a la primera campanya de l'Azerbaidjan (1420-1421). Emn aquesta ocasió Sayyid Ahmad va rebre la alta posició de governador delegat al Khurasan i Herat; Hasan Sufi fou un dels caps de l'exèrcit.
Durant els anys 1420-1430 van declinar en importància perquè van morir alguns dels germans. El primer fou Hamza que va morir a Samarcanda el maig de 1416. Husayn Sufi no consta quan va morir però no apareix després del 1416/1417. Ali va morir el 4 de setembre de 1417, passant la seva posició d'amir diwan al seu germà Hasan Sufi el qual va morir al seu torn el 3 de juny de 1424. No se sap l'edat que tenia cap dels quatre a la mort però és possible que no fossin molt grans i que deixessin fills menors. Si se sap que a la mort de Hasan Sufi la seva posició al diwan va passar al seu fill Mihrab del que només consta la seva mort el 1431; el seu fill Muhammad sabem que va servir a l'exèrcit (a l'ala esquerra) i va morir només deu anys després (el 1441); a l'ala dreta de l'exèrcit hi apareixen dos amirs probablement de la família: Muhammad Ghiyath Tarkhan i Khusraw Tarkhan.
Nomes va quedar Muhammad Sufi Tarkhan que fou encarregat del govern de Khurasan i Herat durant la segona campanya de l'Azerbaidjan el 1429. El 1431–32 fou un dels amirs enviats amb el príncep Baykara al Mazanderan per vigilar un eventual atac uzbek. Desde el 1432 fins al 1447 no torna a aparèixer esmentat.
D'altres parents o descendents no hi ha informació en part per les poques campanyes militars fetes després de 1435 i especulativament perquè probablement eren joves per tenir llocs rellevants i no figuraven entre els amirs principals.